# Kerkhof van Millam
Het Kerkhof van Millam is de gemeentelijke begraafplaats in de gemeente Millam in het Franse Noorderdepartement. Het kerkhof ligt er rond de Sint-Omaarskerk (Église Saint-Omer) in het dorpscentrum. Het kerkhof werd samen met de kerk in 1951 ingeschreven als monument historique.

## Britse oorlogsgraven
Op het kerkhof bevinden zich een aantal Britse militaire graven met gesneuvelden uit beide wereldoorlogen. Er liggen 9 geïdentificeerde oorlogsgraven, waarvan 3 uit de Eerste Wereldoorlog en 6 uit de Tweede Wereldoorlog. De graven worden onderhouden door de Commonwealth War Graves Commission. In de CWGC-registers is de begraafplaats opgenomen als Millam Churchyard.